# NMBS/SNCB AM 75/76/77
Az NMBS/SNCB AM 75/76/77 egy négyrészes 2'2'+Bo'Bo'+Bo'Bo'+2'2' tengelyelrendezésű belga villamosmotorvonat-sorozat. 1975 és 1979 között gyártották. Összesen 44 készült a sorozatból.